# 5 Dops
5 Dops oder The Five Dops war in den 1960er Jahren überwiegend die Begleitband des Schlagerstars Manuela.

## Geschichte
Ihre erfolgreiche Karriere begann im Jahre 1963 – im legendären „Cafe Schindler“ in Innsbruck. Dort war die aus Offenbach stammende Band Tornados für eine längere Zeit engagiert. Eines Abends vergnügte sich die Entourage von Schlagerstar Manuela im „Cafe Schindler“, Toni Sailer war auch dabei. Die Schlagersängerin war von dem Sound, Bühnenoutfit und Auftreten der Musiker begeistert. Ihr Manager und Lebenspartner, Werner Fey, unterbreitete den „Tornados“ ein kaum fassbares Angebot: Manuela wollte die jungen Männer als ihre Begleitband engagieren. Die Gage betrug 1.800,- DM pro Mann und Monat, für die damalige Zeit ein Vermögen. Das Management der Künstlerin schloss mit den Musikern einzelne Verträge ab und nicht einen einheitlichen Vertrag geltend für die gesamte Band. Zudem musste die Formation den Namen „5 Dops“ annehmen. So hieß auch des Schlagerstars erste Begleitband, benannt nach deren Leader Dob Dobberstein. Die aus Berlin stammenden „6 Dops“ hatten 1963 mit der Künstlerin Mama/Horch, was kommt von draußen 'rein aufgenommen. Die Schallplatte war 13 Wochen in den deutschen Charts platziert.
Die 5 Dops setzten sich wie folgt zusammen:
- Schlagzeug: Ted Malaky
- Bass: Bodo Fickelscher
- Piano/Sänger: Joachim Salg
- Gitarre: Walter Hotz/Jay Marshall
- Rhythmusgitarre: Kalle Reith

Bald gehörte Manuelas neue Begleitband zu den festen Größen im deutschen Showgeschäft und war ein gefeierter „live act“ auf den deutschsprachigen Bühnen im In- und Ausland. Die gesangliche „Live-Qualität“ der Künstlerin verbesserte sich schlagartig, weil Joachim Salg ihre Stimme „doppelte“. Ein Hit (auf dem Plattencover stand: „Manuela und die 5 Dops“) nach dem anderen, eine Tournee nach der anderen folgten (unter anderem auch in die DDR). Auf dem Höhepunkt ihrer Karriere verpflichtete Manuela mit den schottischen „Fleets“ zusätzlich zu den 5 Dops eine zweite Band, die ebenfalls einen Teil der Live-Auftritte bestreiten musste.
Doch immer mehr kam es zum Zerwürfnis vor allem mit Werner Fey, der autoritär (und oft genug über Manuela hinweg) das Management führte, und den 5 Dops. Da es nur individuelle Arbeitsverträge gab, konnten die Musiker leicht ausgewechselt werden. Als erster ging Walter Hotz. Er wurde ersetzt durch den Schotten Jay Marshall. Es folgte Kalle Reith, 1966 erhielt Joachim Salg seine Entlassung. Bis zum Schluss blieben Ted Malaky und Bodo Fickelscher.
Anfang 1967 trennten sich die Band und Manuela endgültig, da die Tourzeiten nicht mehr so laufen wollten wie geplant.
Joachim Salg traf in München Ralph Siegel und es wurde Buddy Caine aus ihm. Gleich seinem ersten Song „Tränen im Gesicht“/„Baby, das ist Liebe“ (bei Philips) war ein beachtlicher Erfolg beschieden. Die deutsche Version von A Whiter Shade of Pale war für Buddy ein toller Song. Mit leicht negroider Stimme gab es für dieses Lied keinen besseren deutschen Sänger. Noch kurz vor ihrem Tode plante Manuela mit Buddy Caine und seiner Band ein Comeback. Daraus wurde nichts mehr, Manuela starb an einem schweren Leiden.

## Diskografie

### Alben
- Manuela – Die großen Erfolge (1965)

### Singles
- Donna/Einsame Tränen (1965)
- Es war im letzten Jahr/She’s out of Mind (1966)

### Singles mit Manuela
- In meinem Kalender/Schwimmen lernt man im See (1964)
- Love and Kisses/Nichts als Sorgen (1965)
- Küsse unterm Regenbogen/Zwei Schatten an deinem Fenster (1965)
- Schenk mir dein Herz als Talisman/Schneemann (1965)
- Dumme sterben niemals aus/Es tut mir leid (1966)
- Es ist zum Weinen/Wirf deine Liebe niemals fort (1966)
- Lord Leicester aus Manchester/Eine Insel für uns zwei (1967)
- Schuld war nur der Bossa Nova (1964)

## Filmografie
- Paris ist eine Reise wert (1966) TV